# Cheilospirura
Cheilospirura ist eine Gattung der Rollschwänze mit 12 Arten. Sie sind größtenteils Parasiten im Muskelmagen von Vögeln.

## Merkmale
Cheilospirura hat die Merkmale der Acuariinae. Die strangartigen Ornamentierungen der Kopf-Kutikula (Cordons) verlaufen weitestgehend in gerader Linie und in Längsachse. Die Gattung ähnelt damit Acuaria, unterscheidet sich von dieser aber dadurch, dass die Männchen deutlich ungleich große Spicula haben.

## Systematik
Das Interim Register of Marine and Nonmarine Genera listet folgende Arten:
- Cheilospirura centrocerci Simon, 1939
- Cheilospirura coturnicola Semenov, 1926
- Cheilospirura cyanocitta Boyd, 1956
- Cheilospirura gallinae Sultanov, 1961
- Cheilospirura gruveli Gendre, 1913
- Cheilospirura gymnorhinis de Chaneet & Robertson, 1983
- Cheilospirura hamulosa Diesing, 1851
- Cheilospirura hyderabadensis Singh, 1948
- Cheilospirura multispinosa Pérez Vigueras, 1938
- Cheilospirura phalacrocoracis Smogorjevskaya, 1961
- Cheilospirura serpentocephala Gilbert, 1930
- Cheilospirura spinosa Cram, 1927

Synonym ist Cheirospirura Drasche, 1884.